# Dries Buytaert

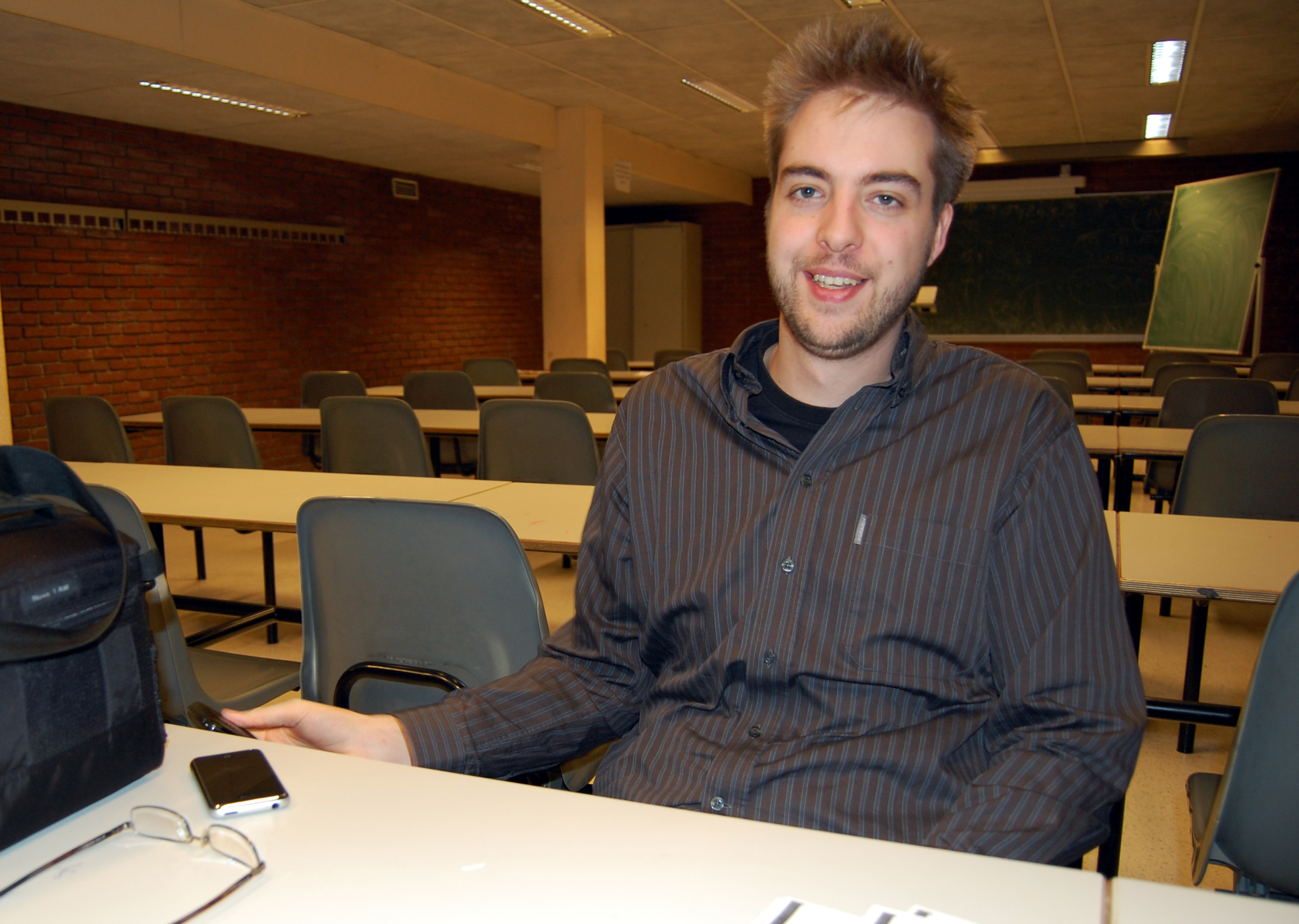
Dries Buytaert at FOSDEM 2008.

Dries Buytaert (19 november 1978, Wilrijk, Antwerpen, België) is een Belgische opensourcesoftware softwareontwikkelaar en de oprichter van het Drupal CMS.

## Studies & werk
Buytaert behaalde in 2000 het diploma van Licentiaat in de Informatica aan de Universiteit Antwerpen. Na zijn licentiaatsopleiding werkte hij tot 2003 in de privé-sector.
Tussen 2003 en 2007 was hij verbonden aan de Vakgroep Elektronica en Informatiesystemen van de Universiteit Gent. Hij onderzocht er verschillende technieken om de uitvoering van Javaprogramma's te analyseren en hun uitvoering te versnellen. Buytaert verdedigde hierrond een doctoraatsverhandeling op 27 januari 2008..
In december 2007 maakte Buytaert bekend dat hij samen met Jay Batson het bedrijf Acquia startte. Acquia is een commercieel bedrijf gericht op producten, diensten en technische ondersteuning voor Drupal. Acquia wil voor Drupal zijn wat Red Hat was voor Linux. In 2009 hielp Acquia mee aan de herlancering van Whitehouse.gov met Drupal.
In maart 2008, lanceerde hij Mollom, een dienst gericht op het verminderen van spam op websites.

## Onderscheidingen
In 2008 werd hij verkozen tot "Young Entrepreneurs of Tech" door BusinessWeek.
Door het MIT werd hij in hun tijdschrift Technology Review genoemd als een van de top 35 vernieuwers in de wereld jonger dan 35